# Grottes de Quadiriki
Les grottes de Quadiriki (aussi appéleés : grottes de Guadirikiri, ou grottes de Quadirikiri) sont situées dans le Parc National Arikok (en), sur l'île d'Aruba (Pays-Bas). Il y a trois grottes, que les touristes explorent couramment. Les grottes sont situées au pied d'une falaise de calcaire. Ils contiennent des pétroglyphes Amérindiens. Le nom des grottes vient de l'Arawak.
Les deux premières chambres dans la plus grande grotte (150 mètres de long) sont éclairées par des trous dans le plafond de la grotte, tandis que la troisième chambre est humide et sombre, rempli de guano de chauve-souris. La grotte de calcaire contient des stalactites et des stalagmites.
Une grotte plus petite (30 mètres de long) à l'est de la grotte principale est particulièrement riche en pétroglyphes Amérindiens.
Une légende parle d'une fille d'un chef Indien qui est tombé amoureuse, et a été emprisonnée dans la grotte parce que son père n'acceptait pas son amant. Son bien-aimé était emprisonné à proximité, dans la grotte de Huliba (tunnel de l'Amour), mais les deux amoureux réussirent à se rencontrer sous terre. Les deux auraient trouvé la mort dans la grotte et leur esprit s'évapora dans le ciel à travers les trous dans le toit de la grotte.